# Azteca aragua
Azteca aragua är en myrart som beskrevs av John T. Longino 1991. Azteca aragua ingår i släktet Azteca och familjen myror. Inga underarter finns listade.